# 黑田利高

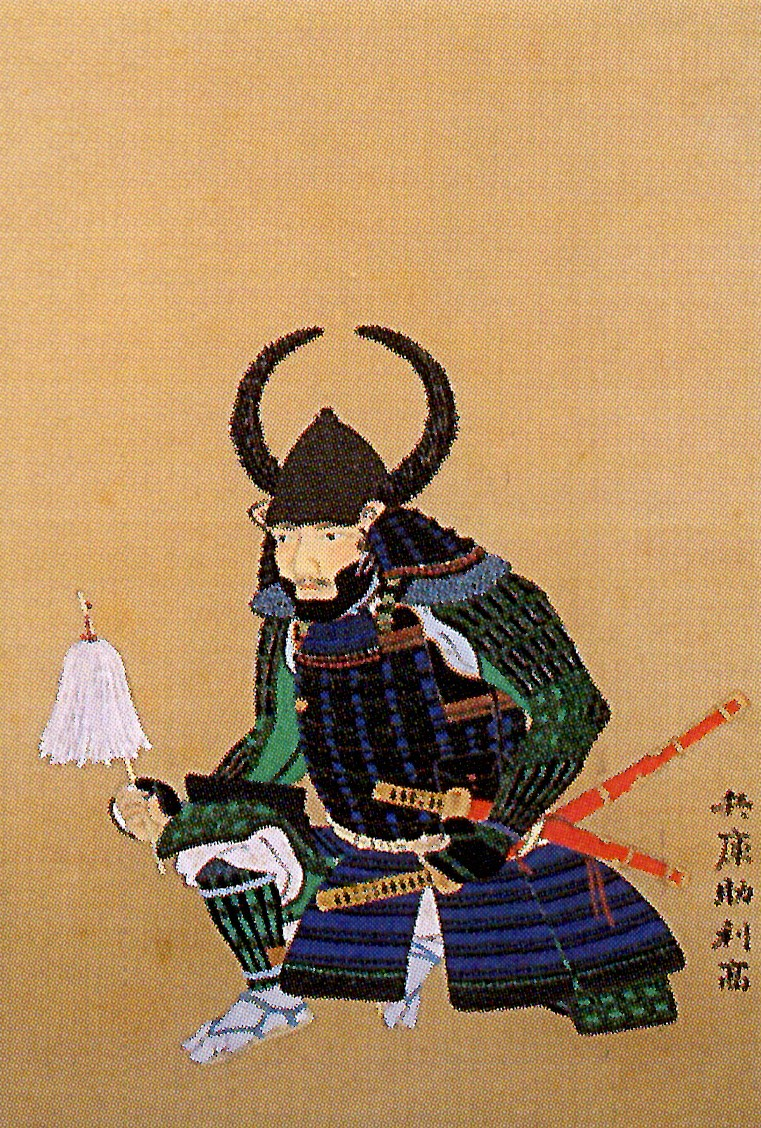
黑田利高的画像

黑田利高（1554年－1596年6月13日）是日本戰國時代至安土桃山時代武將。父親是黑田職隆。最初的名字是小寺利隆。通稱兵庫助。黑田氏家臣。黑田二十四騎、黑田八虎之一。哥哥是黑田孝高（孝隆・官兵衛・如水）。

## 生平
在天文23年（1554年）出生，家中次男。
在織田信長開始中國征伐時，與哥哥孝高一同屬於羽柴秀吉的配下。在信長死後仕於秀吉，參與天正14年（1586年）至天正15年（1587年）的九州征伐。哥哥孝高在戰後被分封豐前國6郡並成為豐前中津城城主，被孝高分與1萬石並成為豐前高森城城主。
在孝高隱居後，擔任繼任家督的姪子黑田長政的後見役。在文祿元年（1592年）參與文祿之役，期間因為中日雙方講和而歸國，在文祿5年（1596年）於和泉的堺療養時死去。
據說是吉利支丹。

## 登場作品
- 《軍師官兵衛》（NHK大河劇，2014年，演員：植木洋平）